# Lijst van grietmannen van Feerwerd
Dit is een lijst van grietmannen van de voormalige Nederlandse grietenij Feerwerd in de provincie Groningen, die bestaan heeft tot 1803.
| Ambtsperiode | Naam grietman                            | Leven     | Bijzonderheden |
| ------------ | ---------------------------------------- | --------- | --- |
| 1688 - 1689  | Reyner Alberda                           |           | "hij bediende het recht" |
| 1711         | jonker Gijsbartus Matheus Criecx         |           | hoofdeling, geconstitueerd grietman van Ezinge, Feerwerd en Hardeweer                                                              |
| 1719 - 1723  | Casparus van Elburg                      |           | geconstitueerd grietman van Oldehove en Saaksum, Niehove en Feerwerd                                                               |
| 1773 - 1796  | Hendrik Guichart, J.U.D.                 | 1750-1837 | geconstitueerd grietman, 1775 vanwege de douarière van Aduard                                                                      |
| 1775         | Wilhelmina Alberda, douarière van Aduard | ovl. 1786 | grietman |
| 1782 - 1784  | dr. Regnerus Tjaarda Nauta               | 1724-1803 | geconstitueerd grietman, later overrichter van Ten Post, lid van de gezworen gemeente van Groningen en secretaris van de weeskamer |